# Лапіти
Лапіти (грец. Λαπίθες) — відоме своєю хоробрістю плем'я, що жило в північній Фессалії. Лапіти здолали кентаврів у боротьбі, яка спалахнула на весіллі Пейрітоя й Гіпподамії. Боротьбу лапітів з кентаврами зображують скульптури в храмі Зевса в Олімпії.

## Міфологічний контекст
За переказами, Лапіти були шляхетного походження, тому аристократичні сім'ї в Греції і сьогодні люблять вести свій родовід від них.
Залежно від джерела, їхня міфологічна історія описується з невеликими відмінностями: Дикі кентаври (грец. Κένταυροι Kéntauroi), люди з тілами коней, також були запрошені на весілля хороброго царя лапітів Пейротія та прекрасної Гіпподамії. Коли під час святкування п'яний кентавр Еврітіон спробував напасти на наречену, лапіти відрізали йому ніс і вуха і витягли закривавленого за двері. Це призвело до безжальної битви між господарями та гостями, в якій лапіти врешті-решт перемогли, частково завдяки допомозі героя Тесея.
Легендарна кентавромахія, «битва кентаврів» між шляхетними людьми тут і людьми-звірами, які уособлюють дику і зловісну природу, символізує конфлікт між інтелектом та інстинктом в людині і завжди була популярною темою в мистецтві та літературі.

## Античні джерела

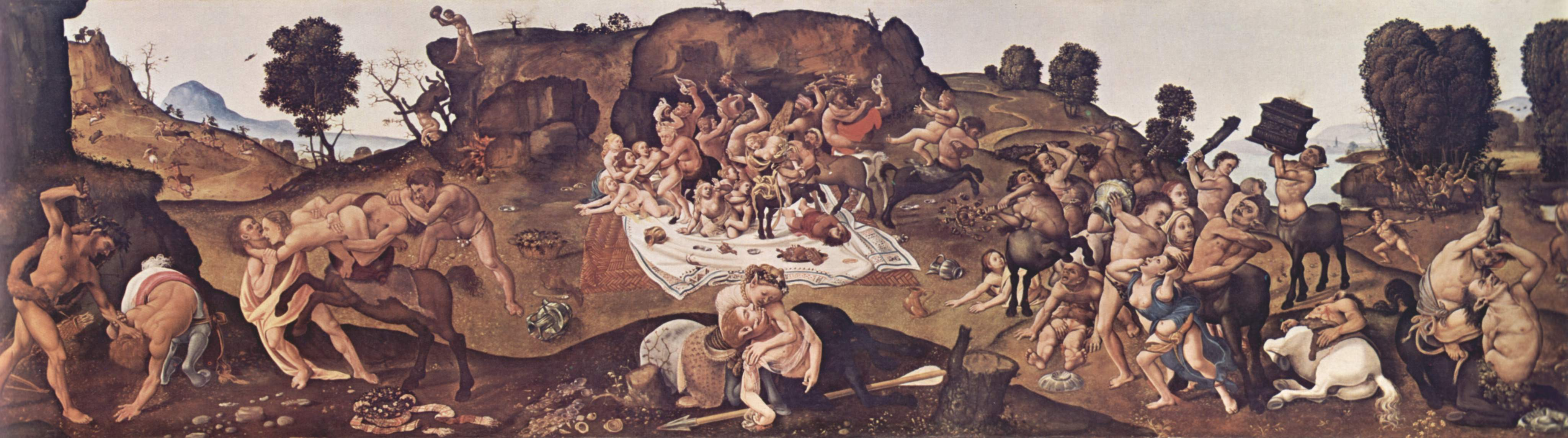
Боротьба лапітів з кентаврами, П'єро ді Козімо

- Гомер, Іліада 2,740-744.
- Гомер, Одіссея 21,295-304.
- Діодор 4,70.
- Бібліотека Аполлодора, Втілення 1,21.
- Павсаній 5,10,8.
- Овідій, Метаморфози 12,210-531.
- Гігін, Байки 33.